# 金炯龍
金 炯龍（金 亨龍、キム・ヒョンリョン、朝鮮語: 김형룡）は、朝鮮民主主義人民共和国の軍人、政治家。人民武力副相、朝鮮労働党中央委員会委員。朝鮮人民軍総参謀部通信局長などを歴任。朝鮮人民軍における軍事称号（階級）は上将。

## 経歴
出生地や生年月日は不明。通信官学校、金日成軍事総合大学を卒業。1992年4月に少将に昇進し、朝鮮人民軍総参謀部通信局長に就任した。1995年に中将に昇進し、1998年に最高人民会議第10期代議員に選出された。2003年に上将に昇進し、第9軍団長に就任した。2010年9月28日に開催された朝鮮労働党第3回党代表者会で、朝鮮労働党中央委員会委員に選出された。2012年には第2軍団長に就任した。その後、就任時期は不明であるが人民武力部副部長に就任している。2016年5月9日に開催された朝鮮労働党第7次大会で朝鮮労働党中央委員会委員に再選された。2019年7月3日にロシア国防省代表団を率いて訪朝したアレクサンドル・フォミン次官と会談し、両軍の友好関係などについて討議した。同年10月20日に中国を訪問し、魏鳳和国防部長と会談し、翌10月21日に北京で開催された香山フォーラムで演説を行い、米韓合同軍事演習を実施したことについて批判した。

## 参考サイト
북한정보포털